# Konstandinos Zerwas
Konstandinos Zerwas, gr. Κωνσταντίνος Ζέρβας (ur. w 1964 w Salonikach) – grecki polityk i samorządowiec, burmistrz Salonik w latach 2019–2023. 

## Wykształcenie i praca zawodowa
Jego ojciec, Wasilis Zerwas, był inżynierem budownictwa, zaś matka, Lilika Zerwas-Orologas, filolożką. Ukończył studia na Wydziale Inżynierii Lądowej  Uniwersytetu Arystotelesa w Salonikach, a także studia podyplomowe na Uniwersytecie Browna w Stanach Zjednoczonych. Z zawodu jest inżynierem budownictwa. Do 1990 roku odbywał służbę wojskową.
Od 1994 do 1997 roku był członkiem zarządu klubu sportowego PAOK. Był także doradcą technicznym przy budowie stadionu sportowego w Finikas. W latach 2010–2016 był członkiem zarządu Attiko Metro. Od 2011 do 2014 był przewodniczącym rady nadzorczej Państwowej Orkiestry Salonik.

## Kariera polityczna
Był radnym gminy Saloniki. W styczniu 2011 roku został powołany na stanowisko wiceburmistrza Salonik, odpowiedzialnego m.in. za kwestie ekologii. Był wówczas odpowiedzialny za kandydaturę Salonik do Zielonej Stolicy Europy 2014. W wyborach samorządowych w 2014 roku uzyskał reelekcję na stanowisku radnego gminy. Został następnie ponownie mianowany zastępcą burmistrza, tym razem odpowiedzialnym za kwestie młodzieży i sportu. W lutym 2015 roku zrezygnował ze stanowiska wiceburmistrza.
W wyborach parlamentarnych w 2015 roku bezskutecznie kandydował z list Nowej Demokracji w okręgu I Salonik. W 2017 roku opuścił klub radnych Inicjatywa dla Salonik, stając się tym samym radnym niezrzeszonym. W październiku 2018 roku oficjalnie ogłosił swoją kandydaturę na burmistrza Salonik w nadchodzących wyborach samorządowych.
W czerwcu 2019 roku został wybrany burmistrzem Salonik z poparciem 67% głosujących. 26 sierpnia tego samego roku został zaprzysiężony na urząd 61. burmistrza tego miasta. Jest przewodniczącym Centralnego Związku Gmin Grecji w Radzie Gmin i Regionów Europy. W wyborach samorządowych w 2023 roku ubiegał się o reelekcję przegrywając w drugiej turze ze Steliosem Angeloudisem.

## Publikacje
- Léfkes í Chamaíropes? Sképseis gia ti Thessaloníki kai tin politikí, gr. Λεύκες ή Χαμαίρωπες; Σκέψεις για τη Θεσσαλονίκη και την πολιτική (pol. Topole czy kameleony? Rozmyślania o Salonikach i polityce, 2019)[2]